# Шифра U.N.C.L.E.
Шифра U.N.C.L.E. (енгл. The Man from U.N.C.L.E.) британско– америчка је акциона комедија из 2015. у режији Гаја Ричија. Продуценти филма су Џон Дејвис, Стив Кларк–Хол, Лајонел Виграм и Гај Ричи, на основу на основу МГМ - ове телевизијске серије из 1964. године истог имена коју су креирали Ијан Флеминг, Норман Фелтон и Сем Ролф. У филму глуме Хенри Кавил, Арми Хамер, Алисија Викандер, Елизабет Дебики, Џаред Харис и Хју Грант. Премијера филма била је 14. августа 2015, а зарада од филма је 107 000 000 долара.

## Улоге
| Глумац           | Улога               |
| ---------------- | ------------------- |
| Хенри Кавил      | Наполеон Соло       |
| Арми Хамер       | Иља Курјакин        |
| Алисија Викандер | Габријела Телер     |
| Лука Калвани     | Алесандро Винчигера |
| Елизабет Дебики  | Викторија Винчигера |
| Џаред Харис      | Саундерс            |
| Хју Грант        | Александер Вејверли |
| Миша Кузњецов    | Олег                |
| Силвестер Грот   | стриц Руди          |
| Кристијан Беркел | Удо Телер           |
| Дејвид Бекам     | Филмски оператор    |